# Capricornis milneedwardsii
Il capricorno della Cina (Capricornis milneedwardsii David, 1869) è un mammifero artiodattilo della sottofamiglia dei Caprini. Originario dell'Asia orientale e sud-orientale, è stato riconosciuto solo recentemente come specie a parte; in passato, infatti, così come altre specie di capricorno, era considerato una sottospecie del capricorno di Sumatra (Capricornis sumatraensis).

## Tassonomia
Attualmente, gli studiosi riconoscono due sottospecie di capricorno della Cina:
- C. m. milneedwardsii David, 1869 (Gansu, Guizhou, Shaanxi, Sichuan e Yunnan);
- C. m. maritimus Heude, 1888 (Cambogia, Laos, Myanmar, Thailandia e Vietnam).

## Descrizione
Il capricorno della Cina può raggiungere i 180 cm di lunghezza; la coda è ridotta a un breve moncone. Pesa fino a 140 kg. Il pelame, molto fitto, è di colore grigio-nero sul dorso, ma le regioni inferiori sono più chiare. Sul collo e la schiena si estende una caratteristica criniera. Entrambi i sessi sono muniti di brevi corna ricurve, che possono misurare fino a 26 cm.

## Distribuzione e habitat
L'areale di questa specie comprende le regioni centrali e meridionali della Cina, la Thailandia, il Laos, il Vietnam, la Cambogia e il Myanmar meridionale. Vive prevalentemente nelle foreste di montagna.

## Biologia
Il capricorno della Cina è un abile scalatore, e spesso crea dei sentieri lungo le strade che batte più frequentemente. Pascola generalmente la mattina presto e nel tardo pomeriggio, mangiando erbe e foglie. È per lo più solitario, ma le femmine e i giovani a volte si riuniscono in piccoli gruppi.

## Conservazione
Le principali minacce che incombono sul capricorno della Cina sono la caccia, per la carne e per alcune parti del corpo dal presunto potere curativo, e la distruzione dell'habitat. La IUCN lo inserisce tra le specie prossime alla minaccia.